# Frederik Ernst Vendelbo de Løvenørn
Frederik Ernst Vendelbo de Løvenørn (født 23. juli 1798 i København, død 1. marts 1849 sammesteds) var en dansk diplomat, far til Poul de Løvenørn.
Han var søn af kommandørkaptajn, senere kontreadmiral Poul de Løvenørn og 2. hustru Caroline Henriette Giede, blev 1816 student (privat dimitteret), 1821 cand. jur. og samme år volontør i Departementet for de udenlandske Sager, 1822 kammerjunker, 1823 surnumerær kancellist, 1825 legationssekretær i Frankfurt am Main, 1828 i Berlin, 3. januar 1835 Ridder af Dannebrog, 1838 chargé d'affaires og samme år gehejmelegationsråd, 1841 kammerherre, 1847 ministerresident ved de frie Hansestæder og generalkonsul i Hamborg og 8. august 1848 afskediget (posten inddraget 30. september samme år.). Han bar også den preussiske Røde Ørns Orden af 3. grad.
Han ægtede 26. januar 1833 i Berlin Elisabeth Christiane Eleonora Beyer (22. juli 1804 i Warszawa – 31. december 1899 i København), datter af kgl. preussisk overlotteridirektør Joachim Frederik Ludvig Beyer og Elizabeth Christina Verzelli.